# Michaela Hrubá
Michaela Hrubá (* 21. února 1998 Bořitov) je česká atletka, reprezentantka ve skoku vysokém. Závodí za USK Praha.

## Osobní život
V roce 2017 odmaturovala na Gymnáziu Mojmírovo náměstí v Brně. Ve studiu pokračuje na Fakultě tělesné výchovy a sportu Univerzity Karlovy.

## Sportovní kariéra
Nejprve jezdila na kole a plavala, ale pak se začala věnovat atletice. Začínala se sedmibojem, ale poté přešla na skok do výšky. Občas závodí také v ostatních disciplínách, především trojskoku. Za počátek své výškařské kariéry považuje vítězství na olympiádě dětí a mládeže v roce 2013.
Na Evropské olympijském festivalu mládeže 2013 v Utrechtu získala výkonem 179 cm stříbrnou medaili.
V červenci 2015 se stala výkonem 190 cm na MS do 17 let vítězkou ve skoku do výšky.
7. února 2016 vyhrála v Třinci 24. ročník Beskydské laťky výkonem 194 centimetrů a zlepšila tak český juniorský rekord.
24. července 2016 získala v polské Bydhošti titul juniorské mistryně světa.
22. prosince 2016 získala ocenění v anketě Sportovec roku v kategorii juniorů. O rok později vítězství v juniorské kategorii zopakovala, když první místo sdílela se střelcem Filipem Nepejchalem po obdržení shodného počtu bodů.

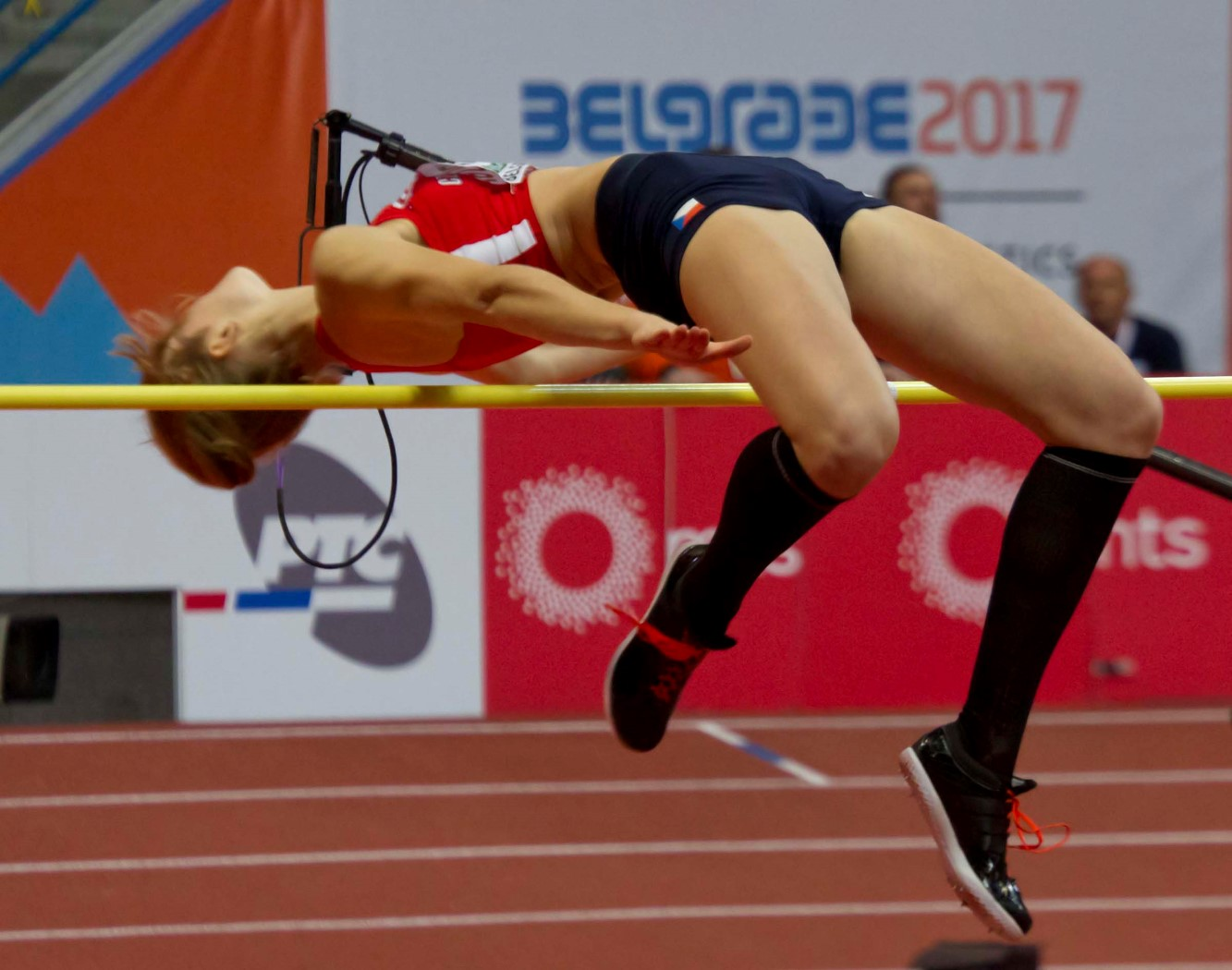
Vítězný skok Michaely Hrubé na ME juniorů v dubnu 2017

Jejím posledním úspěchem v juniorské kategorii byl titul juniorské mistryně Evropy ve skoku do výšky na evropském juniorském šampionátu v roce 2017.
Při startu na evropském šampionátu v Berlíně v roce 2018 obsadila v soutěži výškařek šesté místo.

### Trenéři
- 2012–2015 Ctibor Nezdařil
- 2015–2017 Alena Nezdařilová[15]
- 2017–2019 Michal Pogány[16]
- 2019–2020 František Ptáčník
- od 2020 Jaroslav Bába